# Umm Salal
Umm Salal (أم صلال) est l'une des 10 subdivisions et une ville du Qatar. Umm Salal s'étend sur 470 km2 et sa population est estimée à 31 975 habitants en 2004. La municipalité, créée en 1972, située à 20-30 km au nord de Doha, va accueillir la nouvelle ville de Lusail dans sa partie nord.
Depuis la réforme territoriale de 2004, Umm Salal a été amputée d'une partie de son territoire, ce qui la prive désormais d'un accès à la mer. Sa superficie a été ramenée à 310 km2.  En 2010, 60 509 habitants y vivaient, soit une densité de population de 195 habitants par km².

## Sport
- Umm Salal Club

## Tourisme
- Umm Salal Mohamed : Fort, Tour Barzan à toit triple,
- Umm Salal Ali : six tombeaux de l'âge de fer, vieux de 3000 à 4000 ans.